# Patrick Space Force Base

i7
i11
i13
Die Patrick Space Force Base (IATA-Code: COF, ICAO-Code: KCOF) ist ein Stützpunkt der US Space Force zwischen Satellite Beach und Cocoa Beach im Brevard County, Florida. Gleichzeitig ist sie ein census-designated place (CDP) mit 1222 Einwohnern (Stand: 2010).
Das Gebiet der Space Force Base wird von den Florida State Roads A1A und 404 durchquert bzw. tangiert.

## Geschichte
Die Basis wurde am 1. Oktober 1940 als Naval Air Station Banana River von der US Navy eröffnet. Damals diente sie Wasserflugzeugen als Start- und Landeplatz.
Nach Ende des Zweiten Weltkrieges wurde die Station stillgelegt und am 1. September 1948 an die US Air Force übergeben, die sie in Joint Long Range Proving Ground umbenannte. Im August 1950 erhielt sie zu Ehren von Major General Mason Mathews Patrick den Namen Patrick Air Force Base. Ein Jahr nach Gründung der United States Space Force erfolgte am 9. Dezember 2020 eine weitere Umbenennung in Patrick Space Force Base.

## Heutige Nutzung
Der Stützpunkt beheimatet das 45th Space Wing, dessen Angehörige alle unbemannten Raketenstarts der Cape Canaveral Space Force Station durchführen und untersteht der Weltraumwaffe (Space Force).
Daneben ist hier das 960th Rescue Wing stationiert, das mit HC-130J und HH-60M ausgerüstet ist.
Ein dem Department of State unterstellte Einheit, das Office of Aviation des Bureau of International Narcotics and Law Enforcement Affairs betreibt hier ebenfalls einige Luftfahrzeuge.

## Demographische Daten
Gemäß der Volkszählung 2010 verteilten sich die damaligen 1222 Einwohner auf 462 Haushalte. 77,2 % der Bevölkerung bezeichneten sich als Weiße, 11,7 % als Afroamerikaner, 0,9 % als Indianer und 1,9 % als Asian Americans. 2,4 % gaben die Angehörigkeit zu einer anderen Ethnie und 6,0 % zu mehreren Ethnien an. 18,4 % der Bevölkerung bestand aus Hispanics oder Latinos.
Im Jahr 2010 lebten in 59,1 % aller Haushalte Kinder unter 18 Jahren sowie 3,5 % aller Haushalte Personen mit mindestens 65 Jahren. 85,6 % der Haushalte waren Familienhaushalte (bestehend aus verheirateten Paaren mit oder ohne Nachkommen bzw. einem Elternteil mit Nachkomme). Die durchschnittliche Größe eines Haushalts lag bei 3,00 Personen und die durchschnittliche Familiengröße bei 3,28 Personen.
34,4 % der Bevölkerung waren jünger als 20 Jahre, 53,3 % waren 20 bis 39 Jahre alt, 10,5 % waren 40 bis 59 Jahre alt und 1,9 % waren mindestens 60 Jahre alt. Das mittlere Alter betrug 24 Jahre. 55,9 % der Bevölkerung waren männlich und 44,1 % weiblich.
Das durchschnittliche Jahreseinkommen lag bei 44.375 $, dabei lebten 5,2 % der Bevölkerung unter der Armutsgrenze.

## Zwischenfälle
- Am 11. Oktober 1945 verunglückte eine Lockheed 18-50 Lodestar der US-amerikanischen National Airlines (Luftfahrzeugkennzeichen NC15555) nach einem Triebwerksausfall beim Versuch, während einer Notlandung auf der Banana River Naval Air Station durchzustarten. Alle 16 Insassen überlebten den Zwischenfall.[4]

## Trivia
- Die Basis veröffentlichte eine wöchentliche Zeitung mit dem Namen The Missileer. Durch Budgetkürzungen wurde diese am 28. September 2012 eingestellt.[5]